# Ihor Volodymyrovych Nikonov
Ihor Volodymyrovych Nikonov (sinh ngày 20 tháng 7 năm 1964, Tashkent, Uzbekistan) là một doanh nhân người Ukraina. Ông là giám đốc Cơ quan Hành chính Nhà nước Thành phố Kyiv (KCSA) dưới thời thị trưởng Vitali Volodymyrovych Klitschko. Ông giữ chức phó giám đốc thứ nhất của KCSA trong giai đoạn 2014–2015. Năm 2001, công thành lập công ty phát triển KAN Development.

## Tiểu sử
Ông sinh ngày 20 tháng 7 năm 1964, tại Tashkent, Cộng hòa Xã hội chủ nghĩa Xô viết Uzbekistan, Liên Xô trong một gia đình theo nghiệp quân nhân.
Năm 1966, gia đình ông chuyển tới thành phố Oleksandriia, tỉnh Kirovohrad.
Năm 1986, ông tốt nghiệp Viện Kỹ sư Giao thông Đường sắt Leningrad, chuyên ngành kỹ sư dân dụng.
Trong thập niên 1990, ông đã làm việc cho nhiều dự án khí đốt. Ông đã có thời gian làm việc tại tập đoàn "Respublika". Ông từng là giám đốc giao dịch của công ty "Intergas".

## Sự nghiệp viên chức
Ngày 6 tháng 6 năm 2014, Ihor Volodymyrovych Nikonov được bổ nhiệm làm trưởng ban cố vấn của Vitali Volodymyrovych Klitschko, thị trưởng Kyiv đương nhiệm.
Từ ngày 22 tháng 7 năm 2014 đến ngày 7 tháng 12 năm 2015, ông là phó giám đốc thứ nhất của Cơ quan Hành chính Nhà nước Thành phố Kyiv, đứng đầu là Vitali Volodymyrovych Klitschko. Ông phụ trách các lĩnh vực kinh tế, tài chính và giao thông vận tải.
Ông đã quyên góp tiền lương của mình cho tổ chức từ thiện.
Ngày 20 tháng 8 năm 2014, Nội các Bộ trưởng Ukraina đã ra quyết định trao địa vị công chức hạng ba cho ông.

## Hoạt động chuyên môn
Năm 2001, ông thành lập công ty KAN Development. Hiện nay, KAN Development là công ty phát triển bất động sản dẫn đầu trong các doanh nghiệp đối tác tham gia vào việc phát triển các dự án bất động sản với quy mô và mức độ phức tạp khác nhau. Các dự án của KAN Development có thể kể đến như trung tâm mua sắm và giải trí Ocean Plaza, Respublika Park, IQ Business Center và 101 Tower. KAN Development đã phát triển 3 triệu mét vuông bất động sản nhà ở và thương mại.
Năm 2012, ông đã thành lập chuỗi cơ sở giáo dục A+, là mạng lưới cơ sở giáo dục tư nhân lớn nhất ở Kyiv, nằm trong khuôn viên các khu dân cư do KAN Development phát triển. Chuỗi cơ sở giáo dục A+ gồm có 10 cơ sở, với 2,000 học viên. Các cơ sở thuộc chuỗi gồm có: Academy Ecoland, Kindergarten A +, Academy of Sports A +, Academy of Primary Education A + giảng dạy chuyên sâu về ngoại ngữ, Gymnasium A +, Respublika Kids, vv...
Từ cuối năm 2015, ông là Chủ tịch danh dự của công ty.
"KAN Development" đã giành được hơn 10 giải thưởng tại Giải thưởng Nhà phát triển của năm (bao gồm giải Lựa chọn năm 2015, Lựa chọn năm 2016, giải CP, giải Bất động sản EEA, giải IBuild vv...). Các dự án của công ty cũng nhiều lần được trao các giải thưởng cấp quốc gia và quốc tế (như MAPIC Awards, European Property Awards vv...).

## Tài sản
Ihor Nikonov là một trong những người giàu nhất ở Ukraina:
- 2021 – nằm trong bảng xếp hạng 100 người giàu nhất Ukraina theo tạp chí Focus (thứ hạng 97 trong danh sách, 145 triệu đô la Mỹ).[11]
- 2020 – nằm trong bảng xếp hạng 100 người giàu nhất Ukraina theo tạp chí Focus (thứ hạng 66 trong danh sách, 125 đô la Mỹ).[12]
- 2019 – nằm trong bảng xếp hạng 100 người giàu nhất Ukraina theo tạp chí Focus (thứ hạng 73 trong danh sách, 110 đô la Mỹ).[13]
- 2018 – nằm trong bảng xếp hạng 100 người giàu nhất Ukraina theo tạp chí Focus (thứ hạng 53 trong danh sách, 131 đô la Mỹ).[14]
- 2016 – nằm trong bảng xếp hạng 100 người giàu nhất Ukraina theo tạp chí Focus (thứ hạng 99 trong danh sách, 30 triệu đô la Mỹ).[15]
- 2014 – nằm trong bảng xếp hạng 100 người giàu nhất Ukraina theo tạp chí Focus (thứ hạng 94 trong danh sách, 111 triệu đô la Mỹ).[16]

## Gia đình
Ông kết hôn với Ivanna Nikonova và có 10 người con.

## Sở thích
Ông yêu thích chơi golf, quần vợt, đi xe đạp và đi bộ kiểu Bắc Âu. Ông từng tài trợ cho các giải đấu hai môn phối hợp, quần vợt và golf.

## Giải thưởng
Năm 2012, ông đã đoạt giải "Người Đàn ông của năm 2012" trong đề cử "Doanh nhân của năm".
Vào ngày 22 tháng 1 năm 2014, ông được trao danh hiệu "Nhân vật (ngành) Xây dựng Ukraina được vinh danh theo Sắc lệnh của Tổng thống".